# Maldito Records
Maldito Records és una discogràfica independent creada l'any 1998 a la ciutat de València. Publica treballs artístics de gèneres musicals com el rock, el punk, el heavy metal o l'ska. La discogràfica també ha editat àlbums musicals de grups internacionals com The Toy Dolls.

## Artistes i grups de Maldito Records
| - Benito Kamelas - Betagarri - Berri Txarrak - Boikot - Che Sudaka - Chivi - Dakidarría - Decibelios - Disidencia - Ebri Knight - El Drogas - El Kanka - El Reno Renardo - El Último Ke Zierre - Escuela de Odio - Eskorzo - Gatillazo | - Gondwana - Habeas Corpus - Hamlet - Hira - Iratxo - Kaotiko - Koma - Ktulu - La Banda Trapera del Río - La Gossa Sorda - La Polla - La Pulquería - La Vela Puerca - Lendakaris Muertos - Leo Jiménez - Los de Marras - Los Inhumanos | - Mafalda - Malos Vicios - Maniática - Narco - O'funk'illo - Obus - Porretas - Potato - Radiocrimen - Reincidentes - Saratoga - Saurom - Segismundo Toxicómano - Sergent Garcia - Sherpa - Ska-P - Skalariak | - Skaparapid - Skunk D.F. - Soziedad Alkoholika - Tako - Talco - The Kluba - The Locos - The Meas - The Toy Dolls - Tierra Santa - Todos Tus Muertos - Trashtucada - VaDeBo - Vertigen - WarCry |